# Maciej Zajder
Maciej Zajder (ur. 31 stycznia 1988 w Łasku) – polski siatkarz, reprezentant Polski grający na pozycji środkowego.

## Kariera
Wychowanek Skry Bełchatów. W sezonie 2007/2008 występował w jej rezerwowym zespole, grającym w I lidze (zaplecze PLS-u).
Od sezonu 2008/2009 gracz Siatkarza Wieluń, z którym to 5 kwietnia 2009 wywalczył awans do PlusLigi. W sezonie 2009/2010 Maciej Zajder razem z Mikołajem Sarneckim (Pamapol Siatkarz Wieluń) zostali powołani przez Grzegorza Wagnera do kadry Polski B. W 2013 roku został powołany przez Andre Anastasiego do kadry Polski A. W sezonach PlusLigi 2011/2012 i 2012/2013 grał w AZS Politechnice Warszawskiej. Od sezonu 2014/2015 występował w zespole AZS Olsztyn. Od sezonu 2016/2017 był zawodnikiem Espadonu Szczecin. W październiku 2017 rozwiązał kontrakt za porozumieniem stron. Od października 2017 roku występował w drużynie Aluron Virtu Warta Zawiercie, którą opuścił po zakończeniu sezonu 2017/18.
Po ukończonym sezonie 2021/2022 postanowił zakończyć siatkarską karierę.

## Sukcesy klubowe
Puchar Challenge:
- 2012

I liga:
- 2019

## Sukcesy reprezentacyjne
Letnia Uniwersjada:
- 2013